# Ian Paisley
Pour les articles homonymes, voir Paisley.
Le révérend Ian Richard Kyle Paisley, baron Bannside, né le 6 avril 1926 à Armagh et mort le 12 septembre 2014 à Belfast, est un homme d'État et un pasteur presbytérien britannique, qui a été Premier ministre d'Irlande du Nord.

## Biographie
Dans les années 1950, il a été un des fondateurs de la Free Presbyterian Church (en) en Irlande du Nord, dont il devient le médiateur. Il fonde son quotidien, le Protestant Telegraph et ensuite à la fin des années 1970, le Parti unioniste démocrate (DUP) dont il devient le leader incontesté et qu'il fait devenir le principal parti nord-irlandais, opposé à tout accord avec les catholiques et à la mise en œuvre de l'accord du Vendredi saint. En 1986, il fonde avec Peter Robinson le groupe paramilitaire loyaliste Ulster Resistance. Il dénonce le pape Jean Paul II comme un « antéchrist ». Il a également qualifié Jacques Chirac de « cochon de papiste ».
Ses discours, intransigeants à l'égard des catholiques, ont contribué à déclencher les « Troubles » à la fin des années 1960, lorsque des protestants extrémistes ont constitué un groupe paramilitaire, l’Ulster Volunteer Force (UVF), et ont attaqué les catholiques.
Élu au Parlement européen sans discontinuer de 1979 à 1999, il renonce à se présenter en 2004 en raison de son âge et de son état de santé mais se présente et est facilement élu aux élections britanniques de mai 2005 (25 156 voix, 54,8 % +4,9). Après la victoire du DUP et du Sinn Féin aux élections de l'Assemblée d'Irlande du nord en 2006, il accepte sous la pression britannique de rencontrer le chef du parti nationaliste, Gerry Adams, et négocie le 26 mars 2007 la formation d'un gouvernement d'union avec ses anciens ennemis.

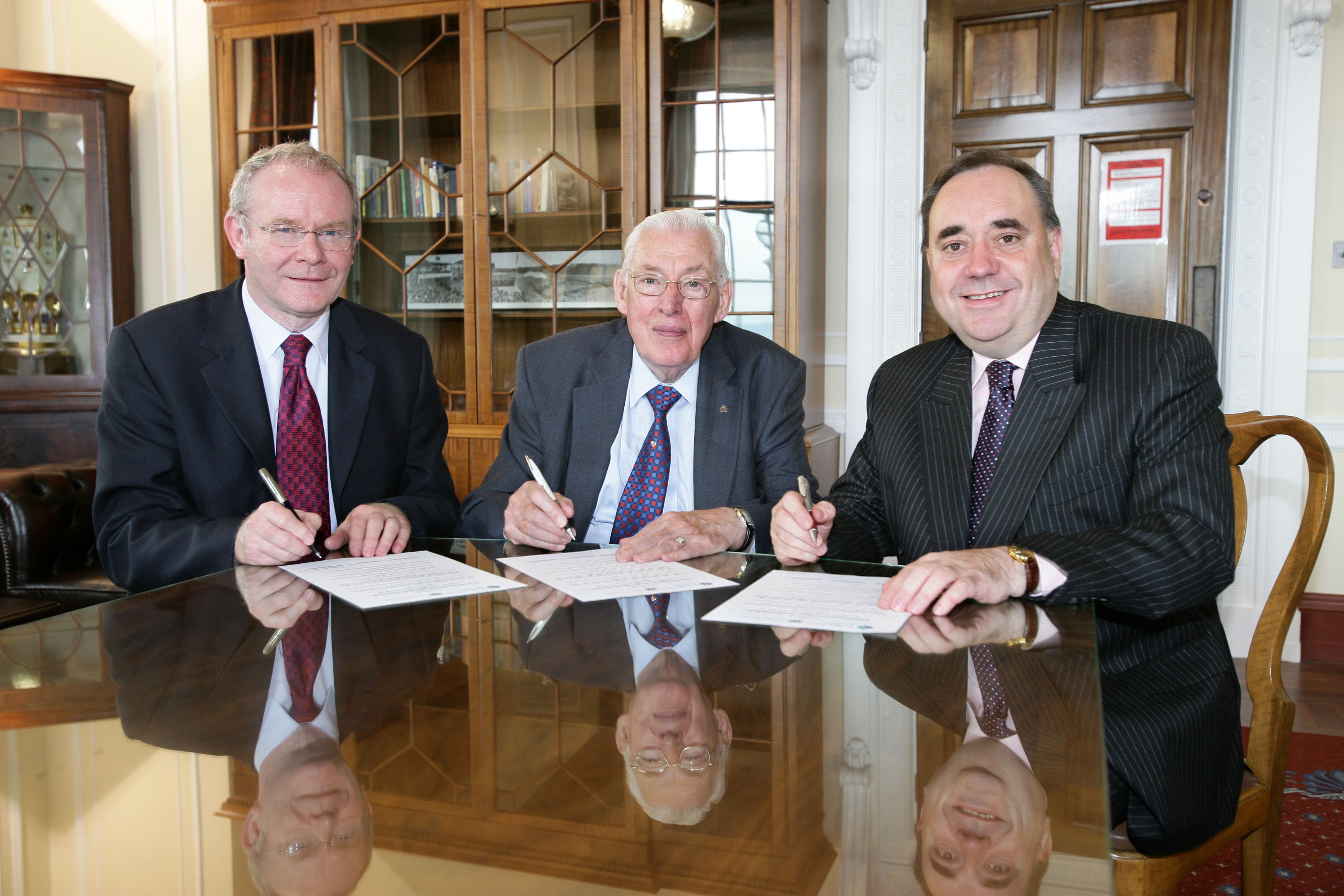
Ian Paisley (au centre) entre Martin McGuinness (à gauche) et le Premier ministre d'Écosse Alex Salmond en 2008.

Selon les termes de l'accord, le 8 mai, il devient Premier ministre d'Irlande du Nord, aux côtés du Sinn Féiner Martin McGuinness comme vice-Premier ministre. Le 4 avril, il rencontre le Premier ministre irlandais, Bertie Ahern et discute des futures relations entre leurs gouvernements respectifs.
Le 4 mars 2008, Ian Paisley démissionne de son poste de président du DUP ainsi que de celui de Premier ministre d'Irlande du Nord. Il ne se représente pas aux élections de 2010 et est remplacé à Westminster par son fils Ian Paisley Jr.
Il est créé pair à vie en tant que baron Bannside, de North Antrim dans le comté d’Antrim, dans la pairie du Royaume-Uni, le 18 juin 2010.

## Campagne contre l'homosexualité
Paisley a prêché contre l'homosexualité et soutenu les lois qui la pénalisaient. Mêlant ses opinions religieuses et politiques, « Sauver l'Ulster de la sodomie » est une campagne lancée par Paisley en 1977, en opposition à la campagne pour la réforme du droit des homosexuels (Irlande du Nord), établie en 1974. La campagne de Paisley vise à empêcher l'extension à l'Irlande du Nord de la Loi sur les infractions sexuelles de 1967, qui décriminalise les actes homosexuels entre hommes de plus de 21 ans en Angleterre et au Pays de Galles. La campagne échoue lorsque la législation a été adoptée en 1982 à la suite de la décision de l'année précédente par la Cour européenne des droits de l'homme dans l'affaire Dudgeon contre le Royaume-Uni.